# 가평초등학교 (강원)
가평초등학교는 대한민국 강원도 평창군에 있었던 공립 초등학교였다.

## 학교 연혁
- 1945년 7월 10일: 안미국민학교 가평분교장 개교
- 1949년 12월 1일: 가평국민학교로 승격함
- 2020년 3월 1일: 학생수 감소로 폐교[2]

## 참고 자료
- 가평초등학교 - 한국교육학술정보원 학교알리미